# Championnats de France d'athlétisme 1942
Navigation
Championnats 1941 Championnats 1943
Les Championnats de France d'athlétisme 1942 ont eu lieu les 25 et 26 juillet 1942 au Stade municipal de Bordeaux. Les épreuves féminines se sont déroulées le 19 juillet 1943 au Stade Jean-Bouin de Paris.

## Palmarès
| Discipline        | Hommes             | Hommes        | Femmes             | Femmes       |
| ----------------- | ------------------ | ------------- | ------------------ | ------------ |
| 60 m              | -                  | -             | Raymonde Santelli  | 8 s 3        |
| 100 m             | René Valmy         | 11 s 1        | Jeanine Salagoïty  | 12 s 8       |
| 200 m             | René Valmy         | 22 s 5        | Jeanine Salagoïty  | 26 s 2       |
| 400 m             | Christian Dolleans | 49 s 2        | -                  | -            |
| 800 m             | Marcel Hansenne    | 1 min 55 s 1  | Jacqueline Dufour  | 2 min 23 s 6 |
| 1 500 m           | Jean Gallet        | 3 min 56 s 5  | -                  | -            |
| 5 000 m           | Raphaël Pujazon    |               | -                  | -            |
| 10 000 m          | Jean Lalanne       | 32 min 25 s 3 | -                  | -            |
| 80 m haies        | -                  | -             | Gaëtane Crouzillas | 12 s 4       |
| 110 m haies       | Paul Mathiotte     | 15 s 6        | -                  | -            |
| 400 m haies       | Henri Maignan      | 56 s 0        | -                  | -            |
| 3 000 m steeple   | Henri Levèque      | 9 min 28 s 5  | -                  | -            |
| 10 km marche      | Louis Courron      | 49 min 37 s 1 | -                  | -            |
| Saut en longueur  | Jean Baudry        | 7,03 m        | Gaëtane Crouzillas | 5,13 m       |
| Triple saut       | Robert Joanblanq   | 13,71 m       | -                  | -            |
| Saut en hauteur   | Guy Lapointe       | 1,90 m        | Martine Fontaine   | 1,50 m       |
| Saut à la perche  | Pierre Ramadier    | 3,80 m        | -                  | -            |
| Lancer du poids   | Paul-Henry Bourron | 14,41 m       | Solange Crolais    | 10,14 m      |
| Lancer du disque  | René Bazennerie    | 44,66 m       | Lucienne Velu      | 30,90 m      |
| Lancer du marteau | Roger Braconnot    | 45,63 m       | -                  | -            |
| Lancer du javelot | Pierre Sprecher    | 50,61 m       | Anette Bouligaud   | 33,62 m      |
| Décathlon         | Daniel Héricé      | 5 741 pts     | -                  | -            |